# Bình Hương, Giang Tây
Bình Hương (tiếng Trung: 萍乡市 bính âm: Píngxiāng Shì, Hán-Việt: Bình Hương thị) là một địa cấp thị của tỉnh Giang Tây, Trung Quốc. Địa cấp thị này có dân số 1,82 triệu người, trong đó dân số nông nghiệp là 1,27 triệu người, thành thị là 340.000 người. Mã số bưu chính là 337000, mã vùng điện thoại là 0799.

## Hành chính
Bình Hương được chia ra làm 5 đơn vị hành chính cấp huyện, bao gồm 2 quận và 3 huyện
- Quận: An Nguyên (安源区), Tương Đông (湘东区)
- Huyện: Liên Hoa (莲花县), Thượng Lật (上栗县), Lô Khê (芦溪县)